# Városrész

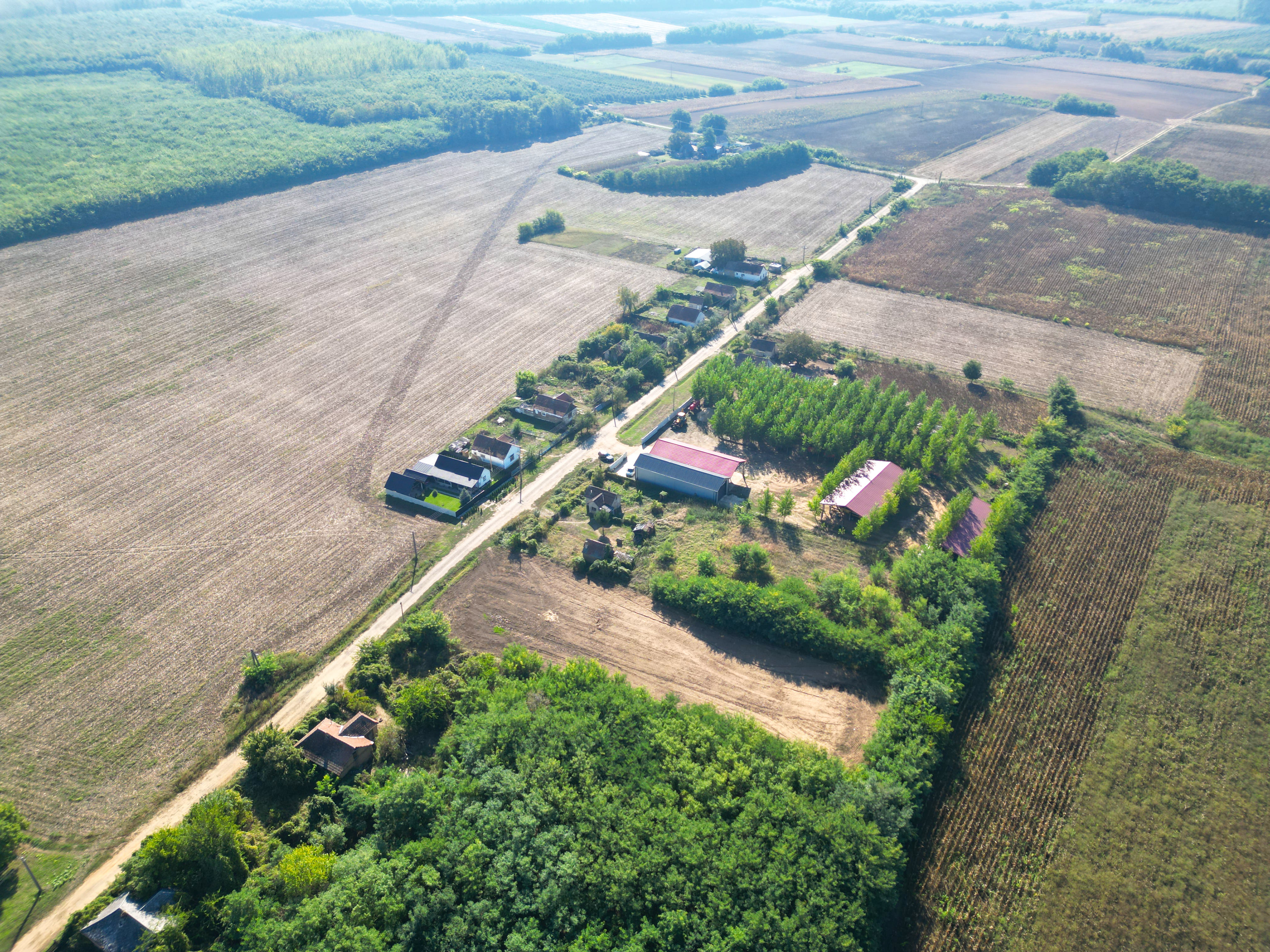
Balkány–Csiffytanya: Jellegzetes tanyasi látkép

A városrész egy város önálló névvel illetett része.

## A névadás
Ma a helyi önkormányzatok képviselőtestületeinek hatáskörébe tartozik az egyes városrészek elnevezéseinek jóváhagyása. Előfordul, hogy ugyanaz a név eltérő határok közötti területet jelöl meg az idők során (például Angyalföld vagy Abapuszta esetleg Újpalota).

## Budapesten
Budapesten a városrésznév olyan földrajzi név, amely a fővároson belül történelmileg vagy új beépítéssel (lakótelepek) kialakult területek neve. A 194 budapesti városrész túlnyomó többsége egy-egy kerülethez tartozik, de előfordulnak több kerületre kiterjedő városrészek is (például Krisztinaváros, Víziváros, Sashegy, Gellérthegy).